# Furio Anibaldi
Furio Anibaldi (Udine Itàlia, 1933) és un dissenyador industrial. Ha treballat per a nombrosos sectors com carrosseries, electrodomèstics o compressors. Entre els seus clients figuren tant empreses nacionals com internacionals, entre les quals podem destacar: Pininfarina o Zanussi (Itàlia); Henschel, Fher o Prokarny (Alemanya); Flamminaire (França); Carza, Fagor: Golmar o Enasa (Espanya).
També ha treballat al departament de disseny industrial d'indústries Beo S.A. Ha estat guardonat amb la medalla de la Fira Internacional de Mostres de Barcelona i alguns dels seus productes van ser seleccionats pel Salon des Arts Menagés de París (1974).
Els seus dissenys també han estat seleccionats pels Premis Delta de l'ADI/FAD, dels quals podem destacar l'Intercomunicador GRT-3 (1975) o el porter automàtic T-2802-8H (1971).